# Teufelsbach (Saußbach)
Le Teufelsbach (en tchèque Čertova vodá) est un ruisseau, la branche principale gauche du cours supérieur du Saußbach dans l'arrondissement de Freyung-Grafenau, qui à son tour rejoint le Wolfsteiner Ohe.

## Géographie
Le Teufelsbach part avec quatre ruisseaux de printemps à une hauteur d'environ 1 165 m dans la forêt de Mauth à quelques mètres à l'ouest de la frontière entre l'Allemagne et la République tchèque, coule vers l'ouest après Bučina vers le sud, plus à l'est après Ebensteinberg et forme sur une longueur de 4,79 km la frontière entre l'Allemagne et la République tchèque. Au Hammerklause, il quitte la frontière et continue de traverser le Teufelsklamm vers le moulin de Hohenröhren. Là, il s'unit avec le Rothbach venant de la droite ; ils forment ensemble le Saußbach.
À Bučina, le cours d'eau est traversé par une route fermée à la circulation motorisée, qui relie la Staatsstraße 2127 en provenance de Finsterau à la route en provenance de Kvilda en République tchèque.

## Affluents
De la source au confluent avec le Rothbach :
- Ochsenstallseige, à droite
- Trockene Seige, à droite
- Červený potok/Rothbach/Reifenmühlbach, à gauche
- Zwerchmaisseige, à gauche
- Langmaisseige, à gauche
- Judenseige
- Zusammfallbach, à gauche
- Voglauer Seige, à droite
- Leinbaumseige, à gauche